# Franz Joseph Lederer

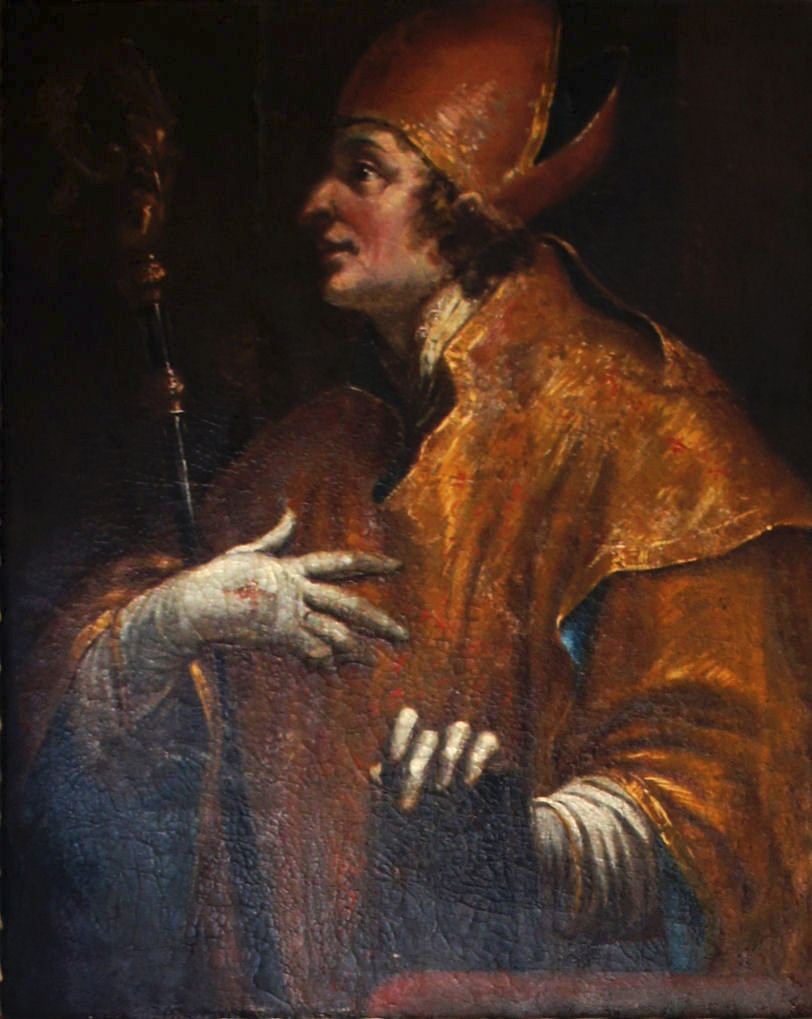
Porträt des Bischofs Hermann von Cilli im Fürstengang (F. J. Lederer)

Franz Joseph Lederer, auch Franz Josef Lederer (* 14. März 1676 in Altötting; † 9. Februar 1733 in Freising) war ein deutscher Maler, der in Altötting, Freising und Landshut wirkte. 

## Familie
Franz Joseph Lederer war der älteste Sohn des Malers Johann Lederer († 1694), der um 1671 nach Altötting kam und in den Jahren 1672 bis 1692 Vater von 14 Kindern wurde. Vier der Töchter von Johann Lederer heirateten aus anderen Städten stammende Maler, darunter Maria Anna Lederer (* 1672), die 1705 Joseph Paur aus Innsbruck ehelichte. Nach dem Tod von Johann Lederer übernahm zunächst seine Witwe die Werkstatt in Altötting, dann Joseph Paur.
Der jüngste Sohn von Johann Lederer, Johann Philipp Lederer (1690–1754) und dessen Sohn Franz Anton Lederer (1732–1772) wirkten ebenfalls als Maler in Altötting.
Laut älterer Literatur soll Franz Joseph Lederer auch ein Bruder der Künstler Johann Georg Lederer und Veit Benno Lederer gewesen sein.

## Leben
Es ist wahrscheinlich, dass Franz Joseph Lederer bei seinem Vater bzw. Schwager Joseph Paur in die Lehre ging. 1699 wurde er Hofmaler beim Fürstbischof von Freising. Am 21. Juni 1706 heiratete er Maria Barbara Stellmayr, eine Tochter des Malers Karl Stellmayr aus Landshut. Vermutlich war Lederer bei ihm als Geselle tätig. In Landshut sind von ihm signierte Fresken erhalten, zudem eine Reihe von Altarbildern und Bischofsporträts in Freising und Umgebung. Er starb im Alter von 56 Jahren in Freising.

## Werke
Die Werke sind nachstehend in zeitlicher Reihenfolge aufgeführt.
- Deckenfresko in der Jesuitenkirche St. Magdalena, Altötting: Glorie der hl. Maria Magdalena, 1698, Franz Joseph Lederer zugeschrieben[3]
- Bischofsportraits, Zyklus von Ölgemälden im Fürstengang zwischen der Fürstbischöflichen Residenz und dem Dom, Freising; ab 1699 (eines ist datiert), einige Bilder (spätere Bischöfe) von anderen Malern nachgetragen, teils später übermalt, einige komplett erneuert[4][5]
- Deckenbild oder -bilder in Chor und Langhaus der Frauen- oder Engelkapelle, Landshut: allegorische Darstellung Mariens  oder Deckengemälde mit Bezug auf den Spanischen Erbfolgekrieg,[6] 1706 (monogrammiert und datiert)[7]
- Die Armen Seelen, denen die Kirche zu Hilfe kommt, Altarbild in der Allerseelenkapelle, Landshut, 1707 (signiert und datiert)[8][9][6]
- Nebelwunder des hl. Lantpert, Predella des Lantpert-Altars des Freisinger Doms, Museum des Historischen Vereins Freising, 1707. – Das Bild mit dem sehr selten dargestellten Sujet diente 1719 Nikolaus Gottfried Stuber als Vorlage für einen Teil des Langhaus-Deckenfreskos in der Kapelle von Schloss Burgrain.[10][11] – Im Dom befanden sich einst drei Bilder (Altäre?) von Franz Joseph Lederer.[12]
- Predigt des hl. Johannes Nepomuk, Ölgemälde über dem Sakristeieingang der Pfarrkirche St. Georg, Freising, um 1710[13]
- Hl. Laurentius, Altarblatt des Hochaltars der Pfarrkirche St. Laurentius, Wolnzach, 1713[14]
- Deckenfresken in Chor und Mittelschiff der St.-Benediktus-Kirche in Freising, um 1716, „versuchsweise“ Franz Joseph Lederer zugeschrieben:[15] Verkündigung an Maria – Geburt Christi – Putti und elf kleinere Darstellungen von marianischen Symbolen (Emblemata) mit lateinischen Beischriften. (Die Fresken in den Seitenschiffen sind von Johann Baptist Zimmermann.)
- Carnis resurrectio – Die Auferstehung des Fleisches bzw. Leibes, bzw. Allerheiligenbild, Altarblatt der Allerheiligenkapelle am Domkreuzgang (= westliche der beiden Kapellen an der Südseite des Kreuzgangs), Freising, 1717 (signiert und datiert)[16][17][18]
- 24 Fresko-Portraits von Freisinger Bischöfen in der Apsis des Freisinger Doms (hinter dem Hochaltar), 1724,[19][20] um 1920 konserviert von Anton Ranzinger